# Amoklauf an einer Schule

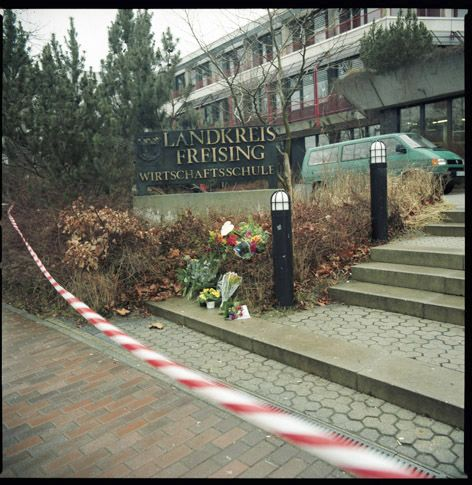
Blumenniederlegung vor der Wirtschaftsschule in Freising am Tag des Amoklaufs von Eching und Freising 2002

Als Amoklauf an einer Schule (auch School Shooting oder umgangssprachlich Schulmassaker) wird ein bewaffneter Angriff mit Tötungsabsicht auf Personen mit Bezug zu einer Schule oder sonstigen Bildungseinrichtung bezeichnet. Die genaue Definition des Phänomens ist in der sozialwissenschaftlichen und kriminologischen Forschung umstritten.
Trotz der großen medialen Aufmerksamkeit, die diesen Taten zukommt, handelt es sich insgesamt betrachtet und im Vergleich zur alltäglichen Gewalt an Schulen um ein sehr seltenes Phänomen, das jedoch gravierende und langwierige Auswirkungen auf die Betroffenen hat.
Bisherige Forschungen haben ergeben, dass die Täter ein sehr heterogenes psychologisches Profil aufweisen, was eine frühzeitige Identifizierung potenzieller Schulamokläufer erschwert. In den meisten Fällen enden Amokläufe an Schulen durch das Einschreiten von Lehr- bzw. Polizeikräften oder durch den Suizid des Täters.

## Begriff und Definition
Für das Phänomen werden unterschiedliche Begriffe verwendet, deren Definitionen in der sozialwissenschaftlichen und kriminologischen Forschung umstritten sind. Im deutschen Sprachraum wird in der sozialwissenschaftlichen Forschung überwiegend die Bezeichnung Amok verwendet. In den Vereinigten Staaten werden Schulamokläufe hingegen als School Massacre, School Shooting oder School Rampage bezeichnet. Der Begriff School Shooting wurde auch in der deutschen Fachsprache und in den Medien übernommen, hat den Leitbegriff Amok aber bislang nicht abgelöst. Weitere Begriffe, die zur Bezeichnung des Phänomens benutzt werden, sind „Schulmassaker“, „Schulanschlag“, „intendierte Mehrfachtötungen durch jugendliche Täter an Bildungsinstitutionen“ oder „Classroom Avenger“.
Bannenberg (2010) verwendet den Begriff „Amoklauf“ im schulischen Bereich für „lange geplante Gewalttaten mit übersteigerten Hass- und Rachefantasien, die meistens im ebenfalls geplanten Suizid enden.“ Bondü (2012) definiert den Begriff School Shooting als „[gezielten Angriff] eines (ehemaligen) Schülers an seiner bewusst als Tatort ausgewählten Schule mit potentiell tödlichen Waffen und Tötungsabsicht. Die Tat ist durch individuell konstruierte Motive im Zusammenhang mit dem Schulkontext bedingt und richtet sich gegen mit der Schule assoziierte, zumindest teilweise zuvor ausgewählte Personen oder Personengruppen.“ Entgegen der Wortbedeutung müsse es sich bei der Tatwaffe nicht um eine Schusswaffe handeln. Beim School Shooting handele es sich um eine spezifische Form des Amoklaufs.
Im Gegensatz zu Bondü verlangen Leary et al. (2003) den Gebrauch von Schusswaffen, damit von einem School Shooting gesprochen werden könne. Uneinigkeit unter Forschern besteht auch über die Erforderlichkeit einer Mindestanzahl von Todesopfern. Einige verlangen mindestens drei Todesopfer, andere definieren die Tat unabhängig von der Zahl der Todesopfer. Ebenfalls umstritten ist, ob der Täter aus dem Kreis der aktuellen oder ehemaligen Schüler stammen muss.

## Stand und methodische Probleme der Forschung
Seit Ende der 1990er Jahre wird das Phänomen verstärkt erforscht. Die meisten empirischen Studien konzentrieren sich bislang auf die USA, wobei deren Ergebnisse aufgrund von landesspezifischen und kulturellen Unterschieden nicht ohne Weiteres auf die Situation in anderen Ländern übertragen werden können. Seit 2009 existieren erste Forschungsergebnisse zu Taten und Tätern in Deutschland.
Die Erforschung des Phänomens ist mit mehreren methodischen Problemen behaftet:
- Da es an einem einheitlich verwendeten und definierten Begriff für das Phänomen fehlt, lassen sich die Vorfälle und vorhandenen Studienergebnisse nur eingeschränkt miteinander vergleichen.
- Die geringe Täterpopulation trägt dazu bei, dass Untersuchungen meist nur an kleinen Stichproben durchgeführt werden und die Studienergebnisse daher nicht ohne Weiteres generalisiert werden können.
- Es fehlt an Kontrollgruppen, die zur verlässlichen Identifizierung von Einflussfaktoren nötig wären.
- Übereinstimmende Studienergebnisse könnten darauf zurückzuführen sein, dass wiederholt dieselben Fälle untersucht werden.
- Die Taten können nur retrospektiv untersucht werden, prospektive Langzeituntersuchungen verbieten sich aus ethischen Gründen.
- In vielen Studien werden Einflussfaktoren aufgelistet, ohne sie zu gewichten oder zu erklären.[10]

Erschwerend kommt hinzu, dass der Zugang zu Datenquellen eingeschränkt ist. So sind die Ermittlungsakten für die Forscher meist nicht zugänglich und eine Befragung der Täter ist oft nicht (mehr) möglich, weil sie sich das Leben genommen haben oder nicht zu Aussagen bereit sind. Von ihnen hinterlassene Aufzeichnungen lassen häufig Fragen offen. Auch Angehörige und Freunde der Täter zeigen nur selten Bereitschaft, an Studien mitzuwirken.
Mangels anderer Datenquellen greifen Forscher daher auf die Analyse von Medienberichten zurück. Problematisch ist dabei, dass die Medienberichterstattung nicht verlässlich ist, da häufig Falschinformationen oder Stereotype über die Tat und den Täter verbreitet werden. Mangelnde Sprachkenntnisse der Forscher erschweren die Recherche von Schul-Amokläufen in afrikanischen oder asiatischen Ländern im Vergleich zu Taten in Ländern in Europa, Nord- und Südamerika.

## Inzidenz und historische Entwicklung
Trotz der großen medialen Aufmerksamkeit, die diesen Taten zukommt, handelt es sich insgesamt betrachtet und im Vergleich zur alltäglichen Gewalt an Schulen um ein sehr seltenes Phänomen. Bondü (2012) beziffert die Wahrscheinlichkeit, Todesopfer bei einem Schul-Amoklauf zu werden, für die USA und das Jahr 1999 auf 1:1.000.000 bis 1:2.000.000. Genaue Angaben zur Inzidenz sind aufgrund der beschriebenen methodischen Probleme bei der Erforschung von School Shootings nicht möglich.  Bannenberg (2010) und Bondü (2012) gehen von einer Tat pro Jahr in Deutschland aus, Tendenz jedoch steigend. Hinzu kommen rechtzeitig verhinderte oder lediglich angekündigte Taten. Robertz und Wickenhäuser (2007) ermittelten für den Zeitraum von 1974 bis 2006 weltweit 99 School Shootings.
Bis Ende der 1980er Jahre traten schulbezogene Amokläufe weltweit nur vereinzelt auf. Zu den am weitesten zurückliegenden, dokumentierten Taten gehören der Amoklauf von Julius Becker an einem Saarbrücker Gymnasium im Jahr 1871, der Amoklauf in Bremen 1913, das Schulmassaker von Bath 1927, das Attentat von Volkhoven im Jahr 1964 und der Amoklauf von Brenda Ann Spencer im Jahr 1979. Ab den 1990er Jahren stieg die Zahl der Taten vor allem in den Vereinigten Staaten deutlich an. Während sich dort zwischen 1992 und 1994 durchschnittlich nur ein School Shooting pro Jahr ereignet hatte, kam es von 1995 bis 1999 jährlich zu fünf Vorfällen dieser Art. Nach dem Amoklauf an der Columbine High School im April 1999, der aufgrund der enormen Medienberichterstattung international für Aufsehen sorgte, kam es auch weltweit zu einem signifikanten Anstieg an School Shootings. Zwischen 2000 und 2002 ereigneten sich 30 % der Amokläufe an Schulen außerhalb der USA. Trotz einer Reihe von Nachahmungstaten, die der Columbine-Amoklauf nach sich zog, war die Zahl der School Shootings in den USA hingegen laut Fox und Levin (2005) ab dem Schuljahr 2001/2002 wieder rückläufig, was auf die erhöhte Sensibilisierung und Prävention zurückgeführt wird.

## Tatmerkmale

### Tatplanung und -vorbereitung
Bei Amokläufen an Schulen handelt es sich nur selten um impulsive Taten. Die meisten School Shootings werden von den Tätern genauestens geplant und vorbereitet. In den von Vossekuil et al. (S. 23 f.) untersuchten Fällen betrug die Zeitspanne von der Tatidee bis zu ihrer Ausführung bei 95 % der Fälle zwischen einem Tag und einem Jahr, wobei über 51 % der Täter die Idee zur Tat mindestens einen Monat im Voraus entwickelten. In 93 % der Fälle wurde die Tat geplant und vorbereitet, 63 % der School Shooter taten dies mindestens zwei Tage vor dem Amoklauf. Bei einigen Tätern dauerte die Entwicklung des Tatplans zwischen sechs und acht Monaten.
Neuere Veröffentlichungen gehen davon aus, dass mögliche Täter mittlerweile voneinander lernen, sozusagen trainieren („Schule des Tötens“) mit dem Ziel eines möglichst hohen Wirkungsgrades und maximaler Aufmerksamkeit für die geplante Tat; hierbei verschiebe sich der Schwerpunkt von einem „Gewaltausbruch“ zu einem gut organisierten Vorgehen.

### Tatankündigung(Leaking)
In vielen Fällen kündigen die Täter den Amoklauf im Vorfeld direkt oder indirekt, absichtlich oder unabsichtlich an. Dieses sogenannte Leaking (von englisch to leak, hier im Sinne von ‚etwas durchsickern lassen‘) äußert sich beispielsweise in Form von verbalen Androhungen, durch das Erstellen von Opferlisten oder Andeutungen in Tagebucheinträgen, Schulaufsätzen, Gedichten, Briefen, Chats, Interneteinträgen, Videos oder Zeichnungen. Indirektes Leaking kann sich durch einen exzessiven Konsum gewalthaltiger Medien, ein gesteigertes Interesse an Gewalt oder Waffen, das Sammeln von Informationen zu früheren Taten und Tätern, eine Änderung des Verhaltens und äußeren Erscheinungsbilds (z. B. neuerliches Tragen von Armeekleidung oder schwarzer Bekleidung) oder suizidale Tendenzen zeigen.
Vossekuil et al. (S. 25) kamen bei ihrer Studie zu dem Ergebnis, dass es in 81 % der Fälle mindestens eine Person gab, die von den Tatgedanken oder dem Tatplan des Amokläufers wusste. Bei dieser Person handelte es sich in 93 % der Fälle um einen Freund, Klassenkameraden oder Geschwister des Täters.
Welche Motive die Täter mit dem Leaking verfolgen, gilt als nicht abschließend geklärt. Teilweise wird vermutet, dass der spätere Täter durch das Leaking die Umsetzung seiner Gewaltfantasie erprobe. Auch wird angenommen, dass es sich um einen Hilferuf, eine letzte Warnung oder ein Mittel zur Erzeugung von Angst, zur Ausübung von Kontrolle oder zur Demonstration von Macht und Überlegenheit handele.

### Tatauslöser und -motive
Als Tatauslöser werden bestimmte psychosoziale Stressoren angesehen, denen die Täter über einen längeren Zeitraum – Wochen bis Jahre – ausgesetzt waren und die sie aufgrund ihrer spezifischen Persönlichkeitsstruktur und Psychopathologie, ihrer unzureichenden Problemlösungskompetenz sowie eines tatsächlichen oder von ihnen empfundenen Mangels an sozialer Unterstützung nicht angemessen verarbeiten und bewältigen konnten.
Zu den tatauslösenden Stressoren gehören beispielsweise Zurückweisungen, Verluste, Demütigungen, empfundene Ungerechtigkeiten, fehlende Zukunftsperspektiven oder Mobbingerfahrungen. Die späteren Täter reagieren auf diese unbewältigten Stressoren meist mit Wut, Enttäuschung, Frustration oder Verzweiflung und projizieren die Schuld für ihre missliche Situation auf andere. Mit der Zeit erkennen sie immer weniger Handlungs- und Problemlösungsalternativen, sodass ihnen die zielgerichtete tödliche Gewalt schließlich als der einzige Ausweg aus ihrer Lage erscheint. Oftmals lässt sich in zeitlicher Nähe zur Tat eine Häufung der Stressoren beobachten – laut Linssen und Bannenberg (2004) handelt es sich hierbei um den „Tropfen, der das Fass zum Überlaufen bringt.“
Die Beweggründe zur Tat sind stets individuell und resultieren aus der spezifischen Lebenssituation des Täters. Meistens liegen mehrere Motive gleichzeitig vor, die sich gegenseitig in ihrer Wirkung verstärken. In Studien wurden vier zentrale Tatmotive identifiziert: Rache, Problemlösung, Suizid und Ruhm.

### Tatzeitpunkt
Amokläufe an Schulen ereignen sich das gesamte Jahr über, allerdings finden in den Sommermonaten Juni bis September aufgrund der Ferienzeit deutlich weniger Taten statt. Die meisten von Robertz und Wickenhäuser (2010) untersuchten School Shootings ereigneten sich im April, gefolgt von den Monaten März und November. Die Häufung der Taten im April führen sie auf Nachahmungstaten anlässlich des Jahrestages des Amoklaufs an der Columbine High School zurück. Mangels Unterricht am Wochenende finden die Taten fast ausschließlich an Werktagen statt. Bondü und Beier (2015) ermittelten, dass es sich beim Tattag am häufigsten um einen Montag handelt und die meisten Amokläufe während der Unterrichtszeit zwischen 6:00 und 10:00 Uhr stattfinden.

### Tatausführung und -ausgang
Während der Tat wirken die Täter emotional sowie physisch ruhig und kontrolliert. Ihre Handlungen erscheinen zielgerichtet, überlegt und bewusst. Hoffmann (2003) beschreibt dieses Verhalten als „Jagdmodus“. Die Täter sind bei der Tatausführung nur selten alkoholisiert. Am Tattag inszenieren sich viele School Shooter durch auffallende Outfits wie Tarnkleidung, Trenchcoats oder T-Shirts mit aufgedrucktem Statement. In vielen Fällen kopierten die Täter die Kleidung der Amokläufer an der Columbine High School, die am Tattag lange schwarze Mäntel und T-Shirts mit den Aufschriften Natural Selection (Natürliche Selektion) bzw. Wrath (Zorn) trugen. Einige Täter äußern sich während des Amoklaufs zu ihrer Motivation.
Vossekuil et al. (S. 27 f.) kamen zu dem Ergebnis, dass der Amoklauf in 27 % der von ihnen untersuchten Fälle durch das Einschreiten von Polizeikräften beendet wurde, wobei diese nur in drei Fällen von ihren Schusswaffen Gebrauch machten. Bei rund einem Drittel der untersuchten Fälle wurde der Amokläufer entweder von Schulpersonal (27 %) oder Mitschülern (5 %) aufgehalten. In 22 % der Fälle beendete der Täter den Amoklauf von sich aus oder er verließ das Schulgelände. 13 % der Taten endeten mit dem Suizid des Amokläufers. Nach einer Analyse der Kriminalistisch-Kriminologischen Forschungsstelle des Landeskriminalamts Nordrhein-Westfalen aus dem Jahr 2007 folgt hingegen in den meisten Fällen unmittelbar im Anschluss an die Tat der Suizid oder ein Selbsttötungsversuch des Täters.
Bei erfolgter Selbsttötung des Amokläufers wird die Tat auch als „Homizid-Suizid“ bezeichnet. Forscher gehen davon aus, dass der Suizid nicht spontan erfolgt, sondern ein geplantes Element der Tat darstellt. Außerdem wird vermutet, dass die Täter sich suizidieren, um eine Rückkehr in die „Hauptrealität“ nach der Tat zu vermeiden.

## Tätermerkmale
Was die physiologischen Merkmale der Täter anbelangt, so zeigt sich ein sehr homogenes Bild: Amokläufe an Schulen werden fast ausschließlich von unter 30-jährigen männlichen Tätern weißer Hautfarbe begangen; Täter mit dunkler Hautfarbe oder Täterinnen sind selten. Laut Frank Robertz (2004) handelt es sich bei den Tätern zu 97 Prozent um Personen männlichen Geschlechts mit einem Altersdurchschnitt von 15,6 Jahren.
Die bisherigen Forschungsergebnisse zu den Persönlichkeitseigenschaften der Täter haben gezeigt, dass es hingegen kein einheitliches psychologisches Täterprofil gibt. Zwar wurden einige psychologische Merkmale identifiziert, die bei Schulamokläufern gehäuft auftreten, diese variieren jedoch von Fall zu Fall sehr stark. Laut Zettl et al. (2019) könnten daher mithilfe dieser Merkmalslisten keine potenziellen Täter identifiziert werden.
Ein Drittel der Täter war bereits im Vorfeld der Tat durch gewalttätige Verhaltensweisen aufgefallen und/oder polizeilich erfasst worden. Die meisten Täter waren jedoch vor dem Amoklauf nicht gewalttätig oder kriminell in Erscheinung getreten.
Entgegen dem von den Medien häufig kolportierten Bild des „introvertierten Einzelgängers“ verfügten rund 50 % der Täter in den von Vossekuil et al. untersuchten Fällen über einen Freundeskreis, lediglich 12 % hatten keine Freunde. Über 80 % der Täter pflegten regelmäßigen Kontakt zu Mitschülern und/oder waren in soziale Aktivitäten integriert.
Die Täter zeigen häufig psychische Auffälligkeiten, leiden aber in der Regel nicht an schizophrenen oder affektiven Psychosen mit Realitätsverlust oder Halluzinationen. Stattdessen war ein Großteil der Täter im Vorfeld der Tat depressiv und suizidal. Lothar Adler stellte drei psychologisch-psychiatrische Typologien vor, indem er zwischen (wahnhaft-)schizophrenen, (schamhaft-)depressiven und (narzisstisch-)persönlichkeitsgestörten Tätern unterscheidet. Letztere betrachtet er als gefährlichste Gruppierung, deren Taten am opferreichsten seien. Peter Langman differenziert zwischen dem psychopathischen, psychotischen und traumatisierten Tätertyp.
Bei den von Bannenberg (2010) analysierten Einzelfällen fielen die Täter im Vorfeld der Tat nicht durch ein gestörtes Sozialverhalten, Gewalt oder Aggressionen auf, sondern wurden als unauffällig, ruhig, still, scheu, ängstlich, unzugänglich und/oder verschlossen beschrieben. Auffällig sei zudem ihr starker sozialer Rückzug gewesen. In vielen Fällen hätten die Täter gegenüber ihren Mitschülern vor der Tat Andeutungen über frühere Amokläufe getätigt oder von Suizid gesprochen. In ihren schriftlichen Aufzeichnungen äußerten die Täter Hassgefühle und Rachebedürfnisse, die laut Bannenberg „gänzlich überzogen und nicht nachvollziehbar“ erschienen. Des Weiteren nennt Bannenberg folgende Gemeinsamkeiten der Täter in den von ihr untersuchten Fällen:
- Angehörige der Mittelschicht
- Herkunft aus „unauffälligen“ Familienverhältnissen
- meistens gibt es Geschwister
- Einzelgänger oder Außenseiter
- keine feste Freundin
- meistens schlechte schulische Leistungen, die nicht den Fähigkeiten entsprechen und sich besonders ab der 7./8. Klasse zeigen
- subjektive, nicht unbedingt der Realität entsprechende Empfindung, gemobbt zu werden, und Gefühle tiefer Kränkung
- Faszination für Waffen („Waffennarr“)
- Angst vor körperlichen Auseinandersetzungen mit Gleichaltrigen
- Tragen schwarzer Kleidung in den Monaten vor der Tat
- Interesse an Amokläufern, Massen- und Serienmördern
- intensive Beschäftigung mit gewalthaltigen Computerspielen und Filmen
- psychische Auffälligkeiten (z. B. narzisstische Persönlichkeitsstörung, Depression, Zwangsstörungen), derer sich die späteren Täter oft selbst bewusst sind.

Amokläufe an Schulen werden meist von Einzeltätern begangen. Bekannt sind jedoch auch Täterduos, wie beispielsweise bei dem Amoklauf an der Westside Middle School im Jahr 1998, dem Amoklauf an der Columbine High School oder dem Amoklauf in Suzano, São Paulo, im Jahr 2019. Die Täter entstammen oft dem Kreis der aktuellen oder kurz zuvor entlassenen oder abgewiesenen Schüler, wie etwa bei den Amokläufen von Montréal (1989), von Eching und Freising sowie von Erfurt (2002), dem Amoklauf von Emsdetten (2006) sowie den Amokläufen in Winnenden und Wendlingen und in Ansbach (2009).
In 15 untersuchten School Shootings an US-amerikanischen Schulen hatten die Täter in 12 der Fälle zuvor unter massivem Mobbing gelitten. Außerdem erfuhren viele der Täter vor der Tat andauernde soziale Zurückweisung durch Gleichaltrige und/oder hatten ein soziales Verlustereignis wie zurückgewiesene romantische Gefühle. Auch der U. S. Secret Service und das U. S. Bildungsministerium kamen in einer Studie aller US-amerikanischen Fälle von Dezember 1974 bis Mai 2000 bei über 70 % der Täter, deren Alter von 11 bis 21 Jahren reichte, zum gleichen Befund.

## Opfer
Laut Frank Robertz (2004) wurden bei den von ihm untersuchten Fällen jeweils ungefähr zu gleichen Teilen entweder ausschließlich das Lehrpersonal, ausschließlich Mitschüler oder sowohl Schulpersonal als auch Schüler verletzt. Vossekuil et al. geben einen Lehreranteil von 54 % an. Nur in wenigen Fällen wurden so genannte Todeslisten gefunden.

## Relevante Straftatbestände
Amokläufe sind in Deutschland nicht legaldefiniert und werden in der Polizeilichen Kriminalstatistik nicht gesondert aufgeführt, sondern sind in den Fallzahlen anderer Delikte enthalten. Relevante Straftatbestände des deutschen Strafrechts sind insbesondere Mord gemäß § 211 des Strafgesetzbuches (StGB) und Totschlag nach § 212 StGB sowie Straftaten gegen die körperliche Unversehrtheit (§§ 223, 224, 226, 227 StGB). In Betracht kommen auch die Straftatbestände der Geiselnahme (§ 239b StGB), des Herbeiführens einer Sprengstoffexplosion (§ 308 StGB), der Vorbereitung eines Explosions- oder Strahlungsverbrechens (§ 310 StGB) oder Verstöße gegen das Waffengesetz und das Gesetz über die Kontrolle von Kriegswaffen. Tatankündigungen können den Tatbestand der Störung des öffentlichen Friedens durch Androhung einer Straftat gemäß § 126 StGB oder der Bedrohung nach § 241 StGB erfüllen.
Da Amokläufe an Schulen meist von Jugendlichen (14 bis 17 Jahre) oder Heranwachsenden (18 bis unter 21 Jahre) verübt werden, sind in Deutschland die Bestimmungen des Jugendstrafrechts zu beachten. Kommt es zu einer Verurteilung wegen eines Verbrechens, beträgt das Höchstmaß der Jugendstrafe bei Jugendlichen 10 Jahre. Im Falle eines Heranwachsenden kann das Strafmaß bei einer Verurteilung wegen Mordes und Feststellung der besonderen Schwere der Schuld bis zu 15 Jahre betragen. Häufig kommt es jedoch aufgrund des Suizids des Täters nicht zu einem Strafverfahren.

## Folgen

### Traumabewältigung der Betroffenen
School Shootings haben nicht nur gravierende Auswirkungen auf die getöteten und verletzen Opfer sowie deren Angehörige, sondern auch auf Tatzeugen, die keine körperlichen Schäden davongetragen haben. Neben Schülern und Schulpersonal werden hierzu auch Polizei- und Rettungskräfte gezählt. Viele von ihnen leiden nach dem Ereignis häufig jahrelang unter schwerwiegenden psychischen Problemen. Beispielsweise litten kurz nach dem Amoklauf von Erfurt 46 % der untersuchten Schüler an einer posttraumatischen Belastungsstörung, sechs bis neun Monate nach der Tat waren immer noch 19,7 % betroffen. Sieben Monate nach dem Amoklauf befanden sich 16 von 43 untersuchten Lehrern in psychotherapeutischer Behandlung, weitere 16 wurden als therapiebedürftig eingestuft. Fünf Jahre nach der Tat befanden sich noch 24 Schüler, sechs Lehrkräfte sowie eine Verwaltungskraft in Therapie. Viele Überlebende des Amoklaufs an der Columbine High School berichteten auch 20 Jahre nach der Tat, noch immer unter den psychischen und/oder physischen Folgen der Tat zu leiden.

### Finanzielle Folgen
Amokläufe an Schulen ziehen erhebliche finanzielle Aufwendungen für die über weite Zeiträume erforderliche Nachsorge der Verletzten sowie die Wiederinstandsetzung und Renovierung von Gebäude nach sich.

### Nachahmungstaten
In der Folge von Amokläufen kommt es immer wieder zu Nachahmungstaten, weshalb oft von einem „Copycat-Effekt“ die Rede ist. Da besonders der Amoklauf an der Columbine High School viele Nachahmungstäter inspiriert hat, wird auch die Bezeichnung „Columbine-Effekt“ verwendet. Es wird von einer Sog- oder Modellwirkung besonders medienwirksamer Taten ausgegangen. Auffallend ist eine periodische Häufung von Schulamoktaten im Zusammenhang mit Jahrestagen spektakulärer Amoktaten.

## Prävention
Nach Britta Bannenberg (2007) kann keine spezifische Amok-Prävention erfolgen. Es könnten lediglich allgemeine Maßnahmen der Suizid- oder Gewaltprävention angewandt werden. Zudem könnten Aufmerksamkeit und Engagement des sozialen Umfelds entsprechende Gewalttaten verhindern.

### Organisatorische Maßnahmen
In vielen deutschen Bundesländern gilt die Etablierung von Krisenteams als Erfolgsmethode zur Früherkennung von potenziellen Tätern. Diese Teams bestehen u. a. aus pädagogischem und schulpsychologischem Fachpersonal, Polizeikräften sowie Mitarbeitern von Jugendämtern. Sie werden besonders geschult und fortgebildet, z. B. mit den Programmen NETWASS und DyRIAS-Schule oder dem vom Landesinstitut für präventives Handeln im Saarland entwickelten Projekt Kompass plus.
Außerdem existieren in den einzelnen deutschen Bundesländern verbindliche Notfallpläne für Schulen, denen Verhaltensanweisungen für verschiedene Krisensituationen entnommen werden können.

### Technische Maßnahmen
Zur Auslösung von Amok-Alarmen und zur Alarmierung hilfeleistender Stelle dienen Notfall- und Gefahren-Reaktions-Systeme (NGRS) nach DIN VDE V 0827. Diese Systeme sind vorwiegend für den Einsatz in öffentlichen Gebäuden wie Bildungseinrichtungen (z. B. Schulen, Universitäten), Behörden, Kindergärten und ähnlichen Einrichtungen, konzipiert. Sie können jedoch auch in nicht öffentlichen Gebäuden mit ähnlichem Risiko und Schutzbedürfnis zum Einsatz kommen. Zur manuellen Auslösung einer Alarmmeldung im Falle eines akuten Notfalls oder einer Gefahr (z. B. Amok) dienen Notfall- und Gefahrenmelder (NGRS-Melder) gemäß DIN VDE V 0827-1 oder Notfall- und Gefahren-Sprechanlagen (NGS) gemäß DIN VDE V 0827-2. Eine Weiterleitung des Alarms erfolgt über Fernalarmierungseinrichtungen an eine hilfeleistende Stelle (z. B. eine Notruf- und Serviceleitstelle (NSL)). In Abstimmung mit der Polizei kann in begründeten Fällen auch ein direkter Anschluss des NGRS an die Polizei erfolgen. Dieser ist analog der ÜEA-Richtlinie auszuführen. In diesem Fall ist die Polizei frühzeitig in die Planung des NGRS einzubeziehen.
Als technische Maßnahmen gegen schulbezogene Amoktaten werden die in vielen Schulen bisher gebräuchlichen, zum Öffnen der Klassenzimmertüren von innen wie außen herabzudrückenden Türklinken gegen so genannte „Amok-Türknäufe“ ausgetauscht. Danach sollen sich die entsprechenden Türen von außen nur noch mit einem Schlüssel öffnen lassen, man könnte die Türen also durch einfaches Zuziehen quasi von innen (vom Klassenraum her) verriegeln. Umstritten ist dabei, ob diese Knäufe von außen drehbar (Drehknauf) oder nicht (Festknauf) sein sollen; bei nicht drehbaren Knäufen würde auch eventuell auftretenden Rettungskräften ein Zugang erheblich erschwert. In den USA wird ein System verwendet, bei dem drehbare Türknäufe zusätzlich von innen verriegelt werden können.
Um in Notfallsituationen Rettungs- und Einsatzkräften die Orientierung zu erleichtern, richtete der Main-Taunus-Kreis ab 2009 flächendeckend ein Farbleitsystem an Schulen (Signaletik) ein. Mittlerweile wird dieses System auch in verschiedenen anderen Bundesländern eingesetzt.
In Folge des Amoklaufs von Winnenden stattete das Kultusministerium des Landes Baden-Württemberg seine öffentlichen Schulen ab Ostern 2012 mit sogenannten Pagern aus: mit diesen kann die Polizei in Akutsituationen Warnmeldungen an die Schulen versenden. Die Kosten für die notwendigen Datenverbindungen tragen die Kommunen, die der ca. 4.800 Geräte in Höhe von mehr als 500.000 Euro das Land.

### Verminderung, Verhinderung von Risikofaktoren

#### Gewaltdarstellung – Verbot, Kontrolle
Die Zunahme von Amoktaten wird auch von einigen Wissenschaftlern und Politikern mit einer steigenden Gewaltbereitschaft und sinkenden Hemmschwelle aufgrund von Trainings- und Gewöhnungseffekten durch Gewalt darstellende und benutzende Computerspiele („Killerspiele“) oder Filme in Zusammenhang gebracht: Sie könnten insbesondere sozial nicht fest verwurzelte und labile Schüler massiv beeinflussen.
Das deutsche Jugendschutzgesetz enthält spezielle Passagen, die sich auf Mediennutzung beziehen.

#### Waffenzugangskontrolle
In der Folge von Amokläufen an Schulen kam es in mehreren Ländern zu einer Verschärfung des Waffenrechts. Beispielsweise wurde ein Jahr nach dem Amoklauf an einer Grundschule in Dunblane (1996) der Privatbesitz von Handfeuerwaffen in Großbritannien verboten.
Als Reaktion auf den Amoklauf von Erfurt im Jahr 2002 wurde das deutsche Waffengesetz verschärft. Seitdem dürfen nur noch besondere Personengruppen wie Polizisten, Jäger und Personenschützer außerhalb des Geländes von Sportschützenvereinen von Schusswaffen Gebrauch machen. Außerdem wurde das Mindestalter für den Besitz von großkalibrigen Sportwaffen von 18 auf 21 Jahre angehoben, und Personen zwischen 21 und 25 Jahren müssen sich für die Erteilung einer Waffenbesitzkarte für großkalibrige Waffen einer psychologischen Untersuchung und einer Überprüfung ihrer Kenntnisse im Umgang mit Waffen unterziehen.
In den Vereinigten Staaten werden an Schulen vermehrt Waffenkontrollen durchgeführt.

### Sachbücher
- Britta Bannenberg: Amok. Ursachen erkennen – Warnsignale verstehen – Katastrophen verhindern. Gütersloher Verlagshaus, Gütersloh 2010, ISBN 978-3-579-06873-2.
- Nils Böckler, Thorsten Seeger: Schulamokläufer. Eine Analyse medialer Täter-Eigendarstellungen und deren Aneignung durch jugendliche Rezipienten. Juventa, Weinheim u. a. 2010, ISBN 978-3-7799-1499-0.
- Nils Böckler, Thorsten Seeger, Peter Sitzer, Wilhelm Heitmeyer (Hrsg.): School Shootings. International Research, Case Studies, and Concepts for Prevention. Springer, New York, NY u. a. 2013, ISBN 978-1-4614-5525-7.
- Benjamin Faust: School-Shooting. Jugendliche Amokläufer zwischen Anpassung und Exklusion. Psychosozial-Verlag, Gießen 2010, ISBN 978-3-8379-2063-5.
- Ines Geipel: Der Amok-Komplex oder die Schule des Tötens. Klett-Cotta, Stuttgart 2012, ISBN 978-3-608-94627-7.
- André Grzeszyk: Unreine Bilder. Zur medialen (Selbst-)Inszenierung von School Shootern. Transcript, Bielefeld 2012, ISBN 978-3-8376-1980-5.
- Anne Kühling: School Shooting. Ursachen und Hintergründe zu extremen Gewalttaten an deutschen Schulen (= Online-Schriftenreihe zur sozialen Arbeit. Bd. 2). Vechtaer Verlag für Studium, Wissenschaft und Forschung VVSWF, Vechta 2009, ISBN 978-3-937870-08-3 (Zugleich: Vechta, Hochschule, Diplomarbeit, 2009; (PDF; 671,33 kB) (Memento vom 2. April 2015 im Internet Archive)).
- Peter Langman: Amok im Kopf. Warum Schüler töten. Beltz, Weinheim u. a. 2009, ISBN 978-3-407-85887-0.
- Elsa Pollmann: Tatort Schule. Wenn Jugendliche Amok laufen. Tectum-Verlag, Marburg 2008, ISBN 978-3-8288-9801-1.
- Frank Robertz, Ruben Wickenhäuser: Der Riss in der Tafel. Amoklauf und schwere Gewalt in der Schule. Springer, Heidelberg 2007, ISBN 978-3-540-71630-3.
- Melanie Verhovnik: School Shootings. Interdisziplinäre Analyse und empirische Untersuchung der journalistischen Berichterstattung (= Schriftenreihe Aktuell. Studien zum Journalismus. Bd. 9). Nomos, Baden-Baden 2015, ISBN 978-3-8487-1805-4 (Zugleich leicht überarbeitete Fassung von: Eichstätt, Ingolstadt, Katholische Universität, Dissertation, 2014).
- Hans-Peter Waldrich: In blinder Wut. Amoklauf und Schule (= Neue kleine Bibliothek. 124). 2., überarbeitete und aktualisierte Auflage. PapyRossa-Verlag, Köln 2010, ISBN 978-3-89438-374-9.

### Belletristik
- Morton Rhue: Ich knall euch ab! (= Ravensburger Taschenbücher. 58172). Ravensburger Buchverlag, Ravensburg 2008, ISBN 978-3-473-58172-6 (Originaltitel: Give a Boy a Gun.).
- Lionel Shriver: Wir müssen über Kevin reden. List, Berlin 2006, ISBN 3-471-78679-1 (Originaltitel: We need to talk about Kevin.).

## Filme
- Bowling for Columbine. Dokumentation, USA, 2002, Drehbuch und Regie: Michael Moore
- Heart of America. Spielfilm, Deutschland/Kanada, 2003, Drehbuch und Regie: Uwe Boll
- Elephant. Spielfilm, USA, 2003, Regie: Gus Van Sant
- Zero Day. Spielfilm, USA, 2003, Regie: Ben Coccio
- Amokläufer im Visier. Dokumentation, Deutschland, 2007, 43 Min., Regie: Marita Neher, Produktion: ZDF
- Klass. Spielfilm, Estland, 2007, Drehbuch und Regie: Ilmar Raag
- Das Leben vor meinen Augen – The Life Before Her Eyes. Spielfilm, USA, 2007, Regie: Vadim Perelman
- Ihr könnt euch niemals sicher sein. WDR-Fernsehfilm, Deutschland, 2008, Regie: Nicole Weegmann, Drehbuch: Eva und Volker A. Zahn
- Heute trage ich Rock!. Spielfilm, Frankreich/Belgien, 2008, Regie: Jean-Paul Lilienfeld
- Der Amokläufer – Aus Spiel wird Ernst. Sat.1-Fernsehfilm, 2008, Regie: Oliver Dommenget
- Polytechnique. Spielfilm, Kanada, 2009, Regie: Denis Villeneuve
- We Need to Talk About Kevin. Spielfilm (basiert auf dem Roman von Lionel Shriver), UK/USA, 2011, Regie: Lynne Ramsay
- Die Lehrerin. Spielfilm, Deutschland, 2011, Regie: Tim Trageser
- Ein Jahr nach morgen. Spielfilm, Deutschland, 2012, Regie: Aelrun Goette
- Staudamm. Spielfilm, Deutschland, 2014, Regie: Thomas Sieben
- Die Stille danach. Spielfilm, Deutschland, 2016, Regie: Nikolaus Leytner
- Ja, Ich glaube. Spielfilm, USA, 2016, Regie: Brian Baugh